# مايلز فيشر
جيمس ليزلي مايلز فيشر (بالإنجليزية: Miles Fisher) (ولد في 23 يونيو 1983) ممثل تلفزيوني وسينمائي وموسيقي أمريكي. ظهر في عدة أعمال منها الوجهة النهائية 5.

## نشأته
فيشر هو ابن ريتشارد دبليو فيشر، الذي كان رئيسًا سابقًا لبنك الاحتياطي الفيدرالي في دالاس. عملت والدته نانسي، في المجلس الوطني لمعهد الفيلم الأمريكي. كان جده لأمه النائب جيمس كولينز. نشأ في دالاس، تكساس، حيث التحق بمدرسة سانت مارك في تكساس. بعد انتقال عائلته إلى واشنطن العاصمة، التحق بمدرسة سانت ألبانز.
تخرج فيشر من جامعة هارفارد، حيث تخصص في اللغة الإنجليزية. في هارفارد، كان عضوًا في نادي بورسيليان، ونادي هاستي بودينج، ومجموعة غناء الأكابيلا "كروكوديلوز". عمل فيشر مديرًا لجولة كروكوديلوز، وخطط لفعاليات المجموعة في 24 دولة. كان أحد الطالبين اللذين تم اختيارهما لإلقاء خطاب في جامعة هارفارد في حفل تخرج هارفارد عام 2006. كانت أطروحته الجامعية، التي فازت بجائزة ليبارون راسل بريجز في جامعة هارفارد، عبارة عن "سيناريو عن خريج جامعة هارفارد الذي تجنب التجنيد في فيتنام من خلال التدريس في مدرسة إعدادية عسكرية".

## روابط خارجية
- الموقع الرسمي
- Miles Fisher's official YouTube site
- مايلز فيشر على موقع IMDb (الإنجليزية)
- مايلز فيشر على موقع ألو سيني (الفرنسية)
- مايلز فيشر على موقع ميوزك برينز (الإنجليزية)
- مايلز فيشر على موقع أول موفي (الإنجليزية)
- مايلز فيشر على موقع قاعدة بيانات الأفلام السويدية (السويدية)
- مايلز فيشر على موقع قاعدة بيانات الفيلم (الإنجليزية)
- مايلز فيشر على موقع كينوبويسك (الروسية)
- Miles Fisher نسخة محفوظة 5 سبتمبر 2009 على موقع واي باك مشين. at تي في دوت كوم
- Miles Fisher at ياهو!